# Pepê
Eduardo Gabriel Aquino Cossa (Foz do Iguaçu, 24 februari 1997) - bekend als Pepê - is een Braziliaans voetballer die bij voorkeur als vleugelspeler speelt. Hij verruilde Grêmio in de zomer van 2021 voor FC Porto. In 2023 debuteerde hij als international in het Braziliaans voetbalelftal.

## Clubcarrière

### Grêmio
Pepê brak in het seizoen 2015/16 door bij Foz do Iguaçu, waar hij vijfmaal scoorde in veertien competitieduels. In april 2016 trok hij naar Grêmio. Daar speelde hij tot 2021 144 wedstrijden voor, waarin hij goed was voor 32 goals en twintig assists.

### FC Porto
In de zomer van 2021 tekende Pepê een vijfjarig contract bij FC Porto. Op 8 augustus maakte hij tegen B-SAD zijn debuut. Op 15 september maakte hij tegen Atlético Madrid zijn debuut in de Champions LeagueVier dagen later scoorde hij tegen Moreirense zijn eerste goal voor Porto. In zijn eerste seizoen voor de club won hij zowel de Primeira Liga als de Taça de Portugal. Zelf was hij goed voor zes goals en acht assists in alle competities. In zijn tweede seizoen bij Porto won hij de Supertaça Cândido de Oliveira tegen CD Tondela, waarin hij goed was voor een assists, en beide Portugese bekers. In alle competities kwam hij tot vijf goals en tien assists.
Op 28 november 2023 scoorde hij zijn eerste doelpunt in de Champions League in het Camp Nou tegen FC Barcelona, dat desondanks met 2-1 won. Het was het beste seizoen in Portugal tot dan toe, met acht goals en tien assists in vijftig wedstrijden.

## Clubstatistieken
| Seizoen | Club     | Competitie    | Competitie | Competitie | Beker | Beker | Overig | Overig | Totaal | Totaal |
| Seizoen | Club     | Competitie    | Wed.       | Dlp.       | Wed.  | Dlp.  | Dlp.   | Dlp.   | Wed.   | Dlp.   |
| ------- | -------- | ------------- | ---------- | ---------- | ----- | ----- | ------ | ------ | ------ | ------ |
| 2016/17 | Grêmio   | Série A       | 3          | 1          | 0     | 0     | 0      | 0      | 3      | 1      |
| 2017/18 | Grêmio   | Série A       | 24         | 2          | 1     | 0     | 3      | 0      | 28     | 2      |
| 2018/19 | Grêmio   | Série A       | 42         | 12         | 5     | 0     | 4      | 1      | 51     | 13     |
| 2019/20 | Grêmio   | Série A       | 41         | 12         | 8     | 0     | 8      | 3      | 57     | 15     |
| 2020/21 | Grêmio   | Série A       | 3          | 0          | 0     | 0     | 2      | 1      | 5      | 1      |
| 2021/22 | FC Porto | Primeira Liga | 28         | 4          | 7     | 1     | 7      | 1      | 42     | 6      |
| 2022/23 | FC Porto | Primeira Liga | 34         | 4          | 13    | 1     | 8      | 0      | 55     | 5      |
| 2023/24 | FC Porto | Primeira Liga | 34         | 4          | 9     | 3     | 7      | 1      | 50     | 8      |
| 2024/25 | FC Porto | Primeira Liga | 29         | 3          | 2     | 1     | 10     | 1      | 41     | 5      |
| Totaal  | Totaal   | Totaal        | 238        | 42         | 45    | 6     | 49     | 8      | 332    | 56     |

## Interlandcarrière
In november 2023 werd Pepê voor het eerst opgeroepen voor Brazilië. Op 17 november 2023 debuteerde hij in de WK-kwalificatiewedstrijd tegen Colombia als invaller voor Renan Lodi.

## Erelijst
| Primeira Liga                 | 1x | 2021/22          |
| Taça de Portugal              | 2x | 2021/22, 2022/23 |
| Taça da Liga                  | 1x | 2022/23          |
| Supertaça Cândido de Oliveira | 1x | 2022             |